# Lydia Mutsch
Lydia Mutsch (ur. 17 sierpnia 1961 w Dudelange) – luksemburska polityk i samorządowiec, działaczka Luksemburskiej Socjalistycznej Partii Robotniczej (LSAP), parlamentarzystka, od 2013 do 2018 minister.

## Życiorys
Absolwentka szkoły średniej Lycée Hubert Clément w Esch-sur-Alzette, w 1985 ukończyła nauki polityczne i społeczne na Uniwersytecie w Getyndze. W drugiej połowie lat 80. pracowała jako dziennikarka oraz w branży komunikacji.
W 1987 wstąpiła do Luksemburskiej Socjalistycznej Partii Robotniczej. W 1988 uzyskała mandat radnej miejskiej w Esch-sur-Alzette. W latach 2000–2013 sprawowała urząd burmistrza tej miejscowości. W 1984 została wybrana na posłankę do Izby Deputowanych z południowego okręgu wyborczego. Z powodzeniem ubiegała się o reelekcję w wyborach w 1994, 1999, 2004, 2009 i 2013.
W grudniu 2013 w rządzie Xaviera Bettela objęła stanowisko ministra zdrowia oraz ministra ds. równych szans. Zakończyła urzędowanie w grudniu 2018. W tym samym miesiącu ponownie zasiadła w luksemburskim parlamencie.